# Католицизм на Мальте

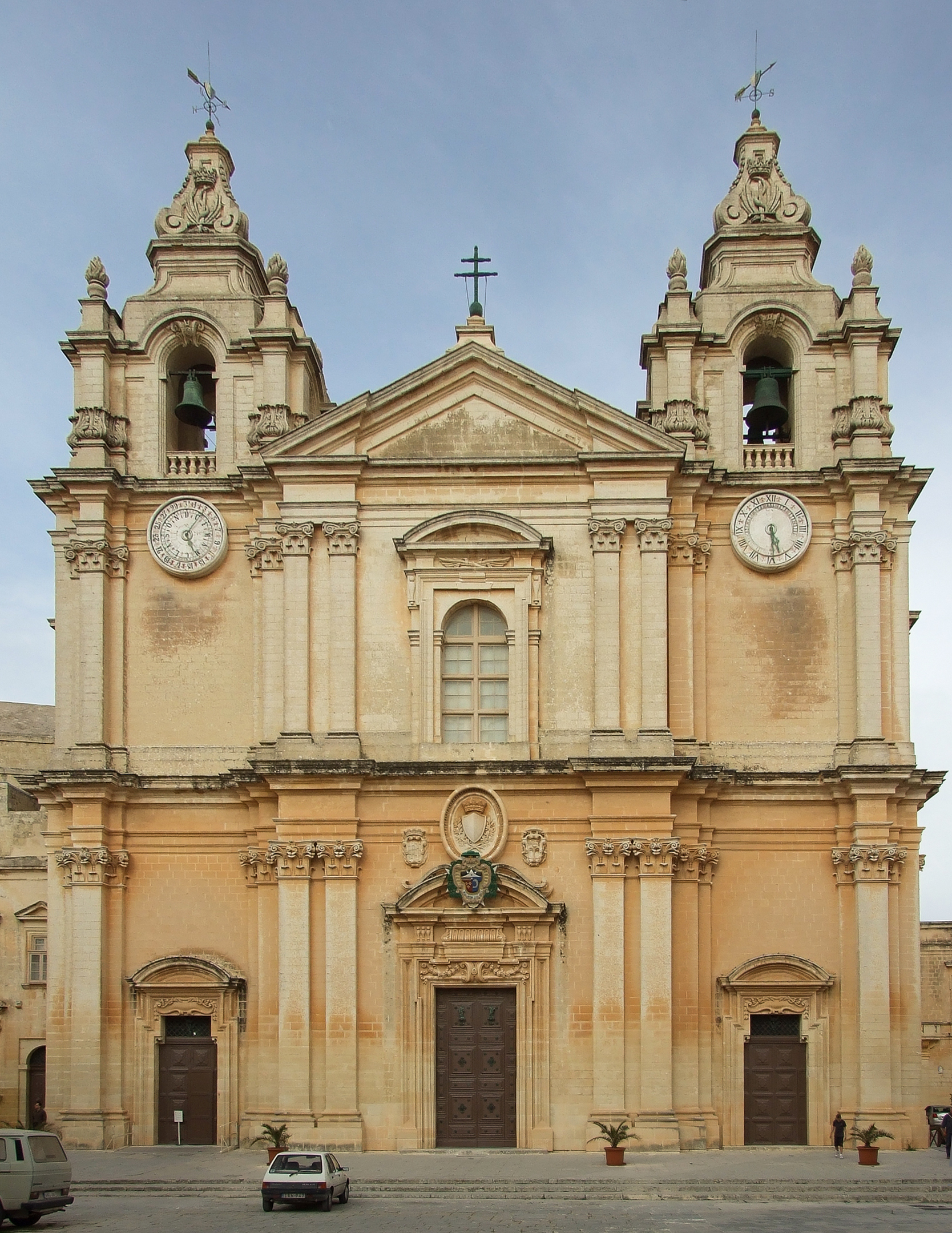
Кафедральный собор Святого Павла

Католицизм на Мальте. Католическая церковь Мальты — часть всемирной Католической церкви. Католицизм — доминирующая религия в стране, католики составляют 98 % населения Мальты, то есть около 400 тысяч человек. По данным сайта catholic-hierarchy.org в стране около 386 тысяч католиков.

## Статус
Мальта — одно из пяти государств Европы, где католицизм объявлен государственной религией, и самое крупное из них (прочие: Лихтенштейн, Монако, Сан-Марино и Ватикан). Статья 2 Конституции Мальты гласит:
Религией Мальты является римская католическая апостольская религия. Органы Римской Католической Апостольской Церкви обязаны и имеют право учить, какие принципы справедливы и какие ошибочны. Религиозное учение римской католической апостольской веры должно преподаваться во всех государственных школах как часть обязательного образования.

## История

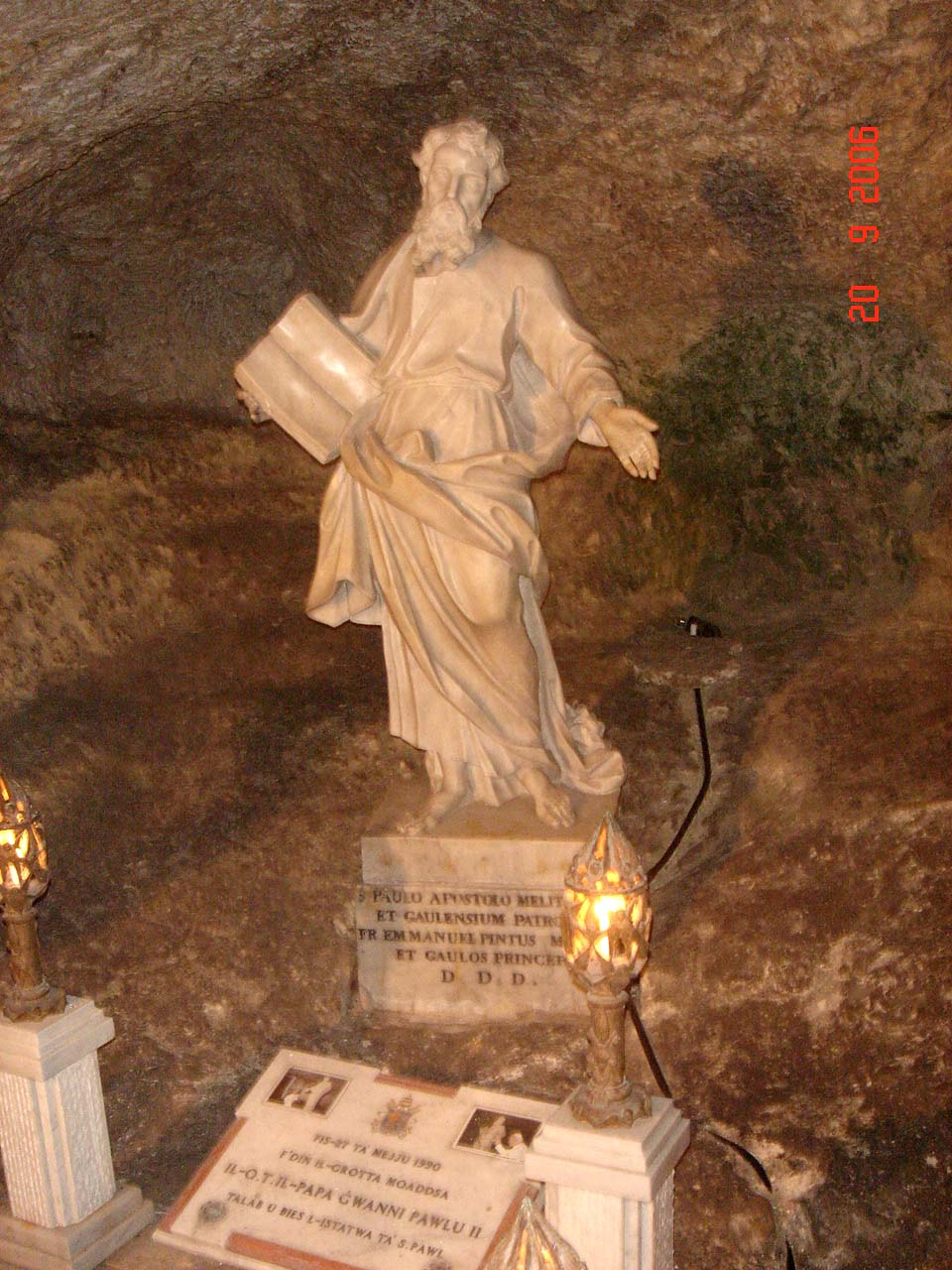
Грот Апостола Павла на Мальте

Христианство на Мальте уходит корнями в глубокую древность. Именно с Мальтой большинство исследователей идентифицируют остров Мелит, на котором в результате кораблекрушения оказался апостол Павел в ходе своего путешествия в Рим, описанном в книге Деяний святых апостолов (Деян. 28:1-14). На Мальте почитается грот, в котором, согласно местному преданию, жил апостол в период пребывания на острове. В том же отрывке Деяний говорится о римском губернаторе Мальты Публие, отца которого излечил апостол Павел, и который по церковному преданию принял христианство и стал первым епископом Мальты. Первым историческим достоверным епископом острова был Акакий, участвовавший в работе Халкидонского собора (451 год). Епископ Мальты Константин участвовал в Втором Константинопольском соборе (553 год).
С 870 по 1090 год Мальта находилась под арабским владычеством, население острова сохранило возможность исповедовать христианство, но было обложено налогом. В 1090 году Мальта отвоёвана у арабов норманнским полководцем Рожером I.
С 1156 года епархия Мальты находилась в зависимости от митрополии Палермо. В 1530 году император Карл V отдал остров во владение Ордену иоаннитов, известному с того времени, как Мальтийский орден. В 1814 году после перехода Мальты под власть Англии, она была выведена из под юрисдикции Палермо. В 1864 году на острове Гоцо образована вторая епархия, в 1944 году епархия Мальты преобразована в архиепархию, а епархия Гоцо ей подчинена. Папа Иоанн Павел II дважды посещал Мальту с визитом — в 1990 и 2001 годах (второй визит включал беатификацию местного уроженца Джорджа Преки). Папа Бенедикт XVI совершил визит на Мальту в 2010 году.

## Современное состояние

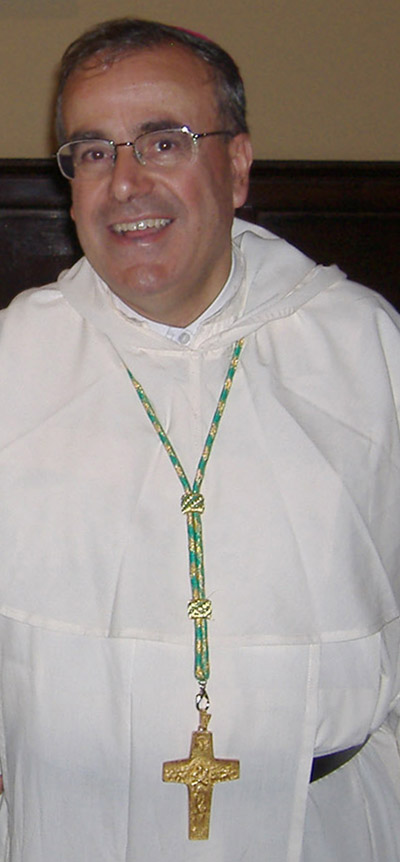
Митрополит Пауль Кремона, глава Католической церкви Мальты

Католическая церковь в стране состоит из архиепархии — митрополии Мальты и суффраганной епархии Гоцо.
В стране 925 священников, из которых 477 епархиальных и 448 монашествующих, 524 монаха и 1047 монахинь. Общее число приходов — 79. Кафедральным собором архиепархии Мальты служит собор Святого Павла в Мдине, сокафедральным — собор Святого Иоанна в Валлетте. Кафедральный собор епархии Гоцо — Собор Успения Девы Марии в Виктории. Архиепархию Мальты с 2006 года возглавляет архиепископ-митрополит Пауль Кремона (O.P.), епархию Гоцо с 2005 года — епископ Марио Греч. 8 церквей Мальты имеют почётный статус малой базилики. Базилика Девы Марии Та-Пину с чудотворной иконой Богородицы, находящаяся на острове Гоцо неподалёку от Арба, является национальной святыней и местом паломничества.
Статистика по епархиям (данные 2004 года):
| Епархия            | Епархия                   | Статус     | Митрополия         | Число католиков | Число священников | Число приходов | Глава         | Кафедральный собор          |
| Архиепархия Мальты | Archidioecesis Melitensis | Митрополия |                    | 337 800         | 736               | 64             | Пауль Кремона | Собор св. Николая           |
| Епархия Гоцо       | Dioecesis Gaudisiensis    | Епархия    | Архиепархия Мальты | 31 786          | 203               | 15             | Марио Греч    | Собор св. Иоанна Крестителя |